# 월진회

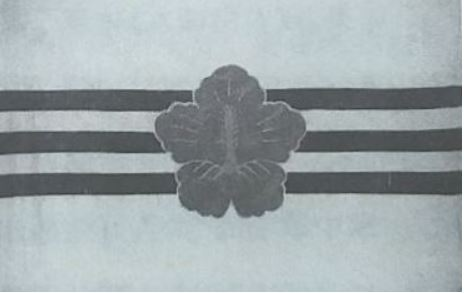
월진회기

월진회는 윤봉길 의사가 중국으로 망명하기 전 농촌의 발전을 위하여 충남 예산군 덕산면에 세운 민간단체로, 부업을 희망하는 농가에 새끼돼지를 한 마리씩 나누어 주어 기르게 하며 닭도 사육하게 하는 활동을 폈다.
1929년 4월 23일에 윤봉길과 그의 의형제 황종진 등 37명의 발기인이 모여 창립하였으며, 목표는 실력 배양과 경제 부흥을 통한 조국 독립이었다.
현재 서울 양재 시민의 숲에 있는 윤봉길의사기념관에 월진회기(旗)가 전시되어 있으며, 국기게양대에도 같은 기가 게양되어 있다. '월진회기'는 태극기와 같은 하얀 바탕에 3개 초록색 굵은 선이 있고 가운데 무궁화 도안을 넣은 깃발이다.